# Exechiopsis triseta
Exechiopsis triseta är en tvåvingeart som först beskrevs av Tollet 1955.  Exechiopsis triseta ingår i släktet Exechiopsis och familjen svampmyggor. Inga underarter finns listade i Catalogue of Life.